# 明暗交界线
明暗交界线是指是受光照区域与非光照区域的交界处。

## 内容
在素描中分为“三大面”—受光面、侧光面、背光面，“五大调”—亮面、灰面、明暗交界线、反光、投影。
其中明暗交界线是亮面与暗面的交界处，灰面是明暗交界线与亮面的交界处。这也是为什么明暗交界线不是一条清晰的线而是一个面的原因之一，因为存在灰面这个过渡带。然后又因朗伯余弦定律，光的的入射角不同，受衰减程度不同，也是其灰面产生的原因，其中高光与明暗交界线之间的距离也是衰减的原因之一。
体现在绘画中，与投影大多清晰的画法不同，明暗交界线常常是“模糊”的，而不是清晰的分割开亮暗面，就是因为前面有一处或多或少光线平行射过的区域，也就是灰面。灰面区域会因光照强度的改变发生变化，光线越强，灰面越少，光线越弱，灰面越多。